# Ceratopsipes

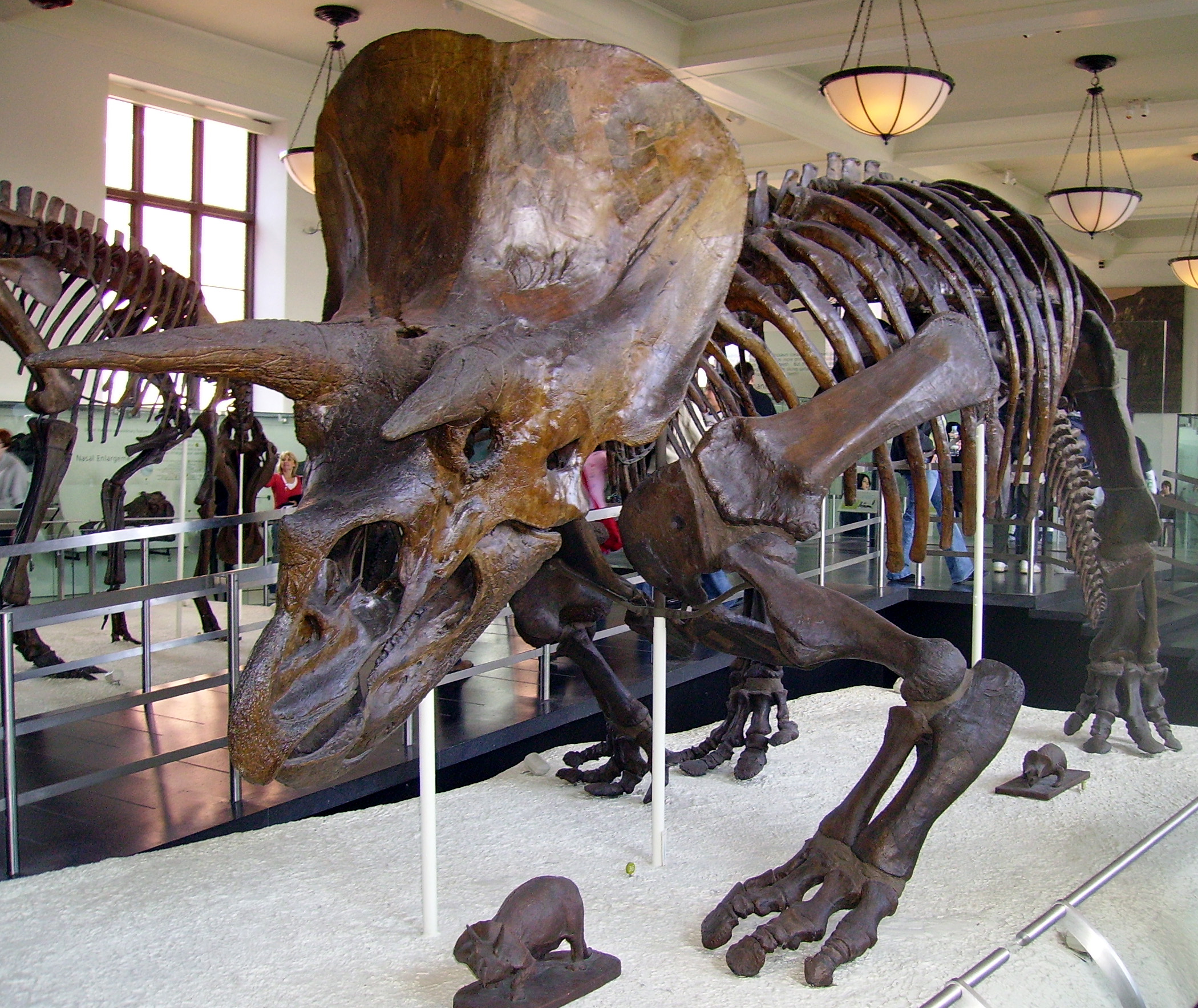
Kostra druhu Triceratops horridus, pravděpodobného původce fosilních stop.

Ceratopsipes je ichnorod (rodové jméno, přiřazené fosilnímu otisku stopy) velkého až obřího ceratopsidního dinosaura, žijícího v období pozdní křídy na území západu Severní Ameriky (současné Colorado v USA). Formálně byl tento ichnotaxon popsán v roce 1995, celý binomický název zní Ceratopsipes goldenensis. Rodové jméno znamená doslova "noha rohaté tváře" (ve smyslu rohatého dinosaura), druhové odkazuje k oblasti zvané Golden, kde byly fosilní otisky stop objeveny. Nález byl učiněn v sedimentech geologického souvrství Laramie a jeho stáří tak činí asi 70 až 66 milionů let.

## Původce stopy
Vzhledem ke stáří nálezu a jeho lokalizaci je velmi pravděpodobné, že původcem stop byli zástupci rohatého dinosaura druhu Triceratops horridus. Tomu odpovídá velká početnost tohoto taxonu a zároveň i objevy fosilií tohoto druhu, učiněné v blízkosti fosilních stop. Další možností je také vývojově příbuzný rod Torosaurus (s nespecifikovaným druhem), jehož kosterní fosilie byly v sedimentech souvrství Laramie rovněž objeveny, tento taxon je ale oproti rodu Triceratops podstatně vzácnější. Stopy tohoto ichnotaxonu také poskytly lepší představu o biomechanice chůze velkých rohatých dinosaurů. Prokázaly totiž, že tito ptakopánví dinosauři kráčeli s nohama vzpřímenýma pod tělem, podobně jako všichni ostatní dinosauři.

## Velikost původce

Triceratops - velikostní porovnání obou známých druhů s dospělým člověkem.

Největší exemplář ichnodruhu Ceratopsipes goldenesis měří asi 60 cm na délku a 80 cm na šířku, což je zhruba 1,5krát větší rozměr, než je u dospělých triceratopsů běžné. Je tedy možné, že původcem stopy byl obří jedinec, dosahující délky v rozmezí 10 až 12 metrů a hmotnosti přes 12 tun (běžně velké exempláře triceratopsů přitom dosahovaly délky asi do 9 metrů a hmotnosti zhruba v rozmezí 6 až 10 tun). Některé odhady hmotnosti velkých jedinců triceratopse jsou nicméně ještě vyšší (až 14 tun). Nejvyšší odhady hmotnosti původce největší stopy se pohybovaly dokonce v rozmezí 15 až 20 tun, taková představa je ale pravděpodobně značně přehnaná. Podle některých paleontologů se ve skutečnosti nejspíš jednalo o velkého, ale nikoliv extrémně přerostlého jedince rohatého dinosaura, který nijak nevybočoval z velikostní kategorie velkých dospělých exemplářů. Stopa ostatně také mohla být uměle zvětšena skluzem nohy po měkkém a kluzkém bahnitém povrchu.